# Campanyes de Tamerlà contra els turcmans, Van, Erzincan i el Kurdistan (1387)
Les campanyes de Tamerlà contra els turcmans, Van, Erzincan i el Kurdistan (1387) són les operacions militars realitzades pel conqueridor l'any 1387 a la zona de Diyar Bakr, el Llac Van i Jazira.

## Operacions contra els turcmans
Durant tres dècades, el tempo de les campanyes de Tamerlà poques vegades va canviar. Els mesos d'hivern els soldats estaven aturats, tornant a les seves famílies a l'interior de l'imperi, fortament carregats de botí de la temporada passada. Quan s'acabava el fred i es desfeien les neus i desglaçaven rius i llacs es tornava a la campanya. Cada primavera significava quasi sempre la guerra.
Timur va deixar a Muhammad Mireke dirigint el setge de Alinjak, amb ordre de reunir-se amb ell al acabar i va reagrupar l'exèrcit a la regió de Nakhitxevan i d'allí va marxar cap a l'Àsia Menor. L'equipatge fou deixat a l'Alatagh. La seva esfera d'acció es trobava lleugerament cap a l'est de l'Àsia Menor, en una regió sense un govern únic, governada per les tribus turcmanes. Timur havia rebut informació que havien massacrat caravanes de pelegrins en ruta cap a la Meca, un altre pretext per aixecar la bandera de la gihad.
El primer objectiu fou la fortalesa anomenada de Bayazid (antigament Fort d'Aydin); tot el territori de l'entorn fou ocupat i saquejat; després van seguir fins a la fortalesa d'Awnik o Avnik al Bassèn, considerada impregnable i governada per Misr Khoja, fill de l'amir Kara Mehmed dels kara koyunlu; tot l'entorn fou saquejat però la fortalesa no va ser atacada. Erzurum, uns km al nord d'Awnik, va seguir i fou ocupada el mateix dia que van arribar. Timur va acampar a la riba del riu Chiachur. Un ambaixador fou despatxat a Tahartan d'Erzincan, que el va rebre amb honors i va acceptar sotmetre’s a Tamerlà i pagar el kharaj. Timur va seleccionar als millors esquadrons i els va enviar a les ordre de Miran Shah a la busca de Kara Mehmed. Miran Shah va capturar moltes dones i criatures i també bestiar, però no va trobar a Kara Mehmed ni al seu fill Kara Yusuf. A la tornada d'Alinjak (on no havia aconseguit el seu objectiu), Muhammad Mireke fou enviat també a buscar a Kara Mehmed i va entrar en un congost on va caure en una emboscada dels turcmans de la que es va lliurar amb dificultat. Altres esquadrons manats per Xaikh Ali Bahadur (fill d'Arghun Barles), Ikbalja Bargugi i Yetlik Kutxin van intentar el mateix per separat per altres camins, i finalment el van trobar en una fortalesa de muntanya inaccessible que van atacar però després de pèrdues com la de l'amir Lala, van desistir i van retornar al campament. Timur hi va enviar tropes d'elit manades per Jahan Shah Bahadur, que van assolar molts territoris però no van poder trobar ni enfrontar a Kara Mehemd. En canvi Shah Mali, fill de Ghiyath al-Din Barles, fou trobat mort en una zona desèrtica, a mans dels turcmans. En revenja Timur va fer assolar la plana de Muix. Les forces de Timur van arribar a la vila d'Akhlat que es va sotmetre. Va seguir la vila d'Adelgiauz el príncep de la qual es va sotmetre i va rebre l'honor de baixar el tapis del tron, sent confirmat en el seu domini. Després l'exèrcit va retornar per la zona del llac Van, passant per Bend Mahi i després Alatagh on estava l'equipatge a la plana d'Abara Sarai. Yazdi diu que el seu estendard victoriós fou portat a Van (a la vora del llac Van en la part oriental, bastant al sud) i a Vastan (a 30 km al sud de Van, gairebé a la punta sud-est del llac Van, moderna Gevas)

## Conquesta de Van
Quan l'exèrcit de Timur va arribar a Van, el seu cap local, Malik Izz al-Din, es va tancar dins de la fortalesa, molt difícil de prendre ja que tenia el llac per un costat i estava al cim d'una muntanya. Es considerava impregnable ("mai havia estat conquerida per cap sobirà"). No obstant el príncep es va rendir al cap de dos dies i va rebre l'honor de baixar el tapis del tron de Timur; molts ciutadans i els defensors de la fortalesa mateix, que es van negar a unir-se al seu príncep sotmès, van ser aniquilats després d'un setge de vint dies; el saqueig fou complert en aquest dia, i els defensors que no foren escorxats per l'espasa van trobar un destí encara més terrible, lligats de mans i peus (les mans lligades al coll diu Yazdi) i llançats a l'abisme, mil passos mes avall.

## Submissió d'Erzinjan
Tahartan ja havia comunicat a l'ambaixador de Timur que acceptava sotmetre’s, però ara es va presentar al camp un ambaixador amb nombrosos regals i una carta del príncep. Tamerlà el va rebre favorablement i va confirmar a Tahartan en el seu principat i li va enviar vestes de distinció. Abans d'abandonar la zona Timur va ordenar arrasar la fortalesa de Van.)

## Govern del Kurdistan
Timur va avançar cap a Salmas, Alli va concedir diversos favors a Malik Izz al-Din i el va investir amb el govern de tot el Kurdistan. Un príncep local, el governant d'Ermitizek, es va sotmetre a Tamerlà i va poder baixar el tapis del tron. Tamerlà el va investir amb el govern d'Ermir. Des de allí es va dirigir a Maragha i d'allí al Gilan on va romandre un dies i va enviar un missatger per cridar al muzaffàrida Zain al-Abidin de Fars a anar a veure’l en persona. El sultà de Fars va respondre arrestant al missatger, provocant la ira de Tamerlà